# Crystallia
Crystallia Riga (grec. Κρυσταλλία Ρήγα; ur. 18 lutego 1986 w Pireusie, Grecja), znana również jako Crystallia lub Krystallia – grecka piosenkarka i pianistka.

## Programy telewizyjne
- Your Face Sounds Familiar (Greek series 1, 2013)
- Konkurs Piosenki Eurowizji 2014 (Grecja, 2014)

## Dyskografia

### Albumy
- 7 (Reissue) (2009)
- So Long (2010)
- OtherView: The Hits (2013)

### Single
- "Kimolia" (2013)
- "Ta Spasmena Mas Gialia" (2013)
- "Petalouda Stin Athina" (2014)